# 李元 (元朝)
李元，字善长，滕州人，元朝官员。
父亲李浩，精于医术。窦默向元世祖推荐李浩，年老不能前去，命有司每年给他家粮食。召李元至京师，赐宴万安阁，掌管御药局。皇帝满意他的应对，赐白金五百两。李元跟随北安王那木罕征西域，将王妃之妹嫁给李元。至元七年，世祖以那木罕守上都，任命李元为断事官。元兵经常抢劫百姓。李元让富户预输租赋，得万余石以供军粮。至元十四年，昔里吉叛乱，在阿力麻里劫持北安王。李元在途中逃脱，至瞻思谷水，又被海都所获。至元二十二年，海都、笃哇放还北安王，李元跟随一起东归。次年，到达上都。六月，觐见元世祖。世祖赐钱五千贯，貂裘、貂帽各一，锦帛三千匹，授奉训大夫、都总管府达鲁花赤。改顺德路总管，晋嘉义大夫，迁通议大夫、益都路部总管，又改般阳路总管。后来年老致仕，在家中去世，年八十四岁。追封东平郡公，谥忠穆。